# Cofield Mundi
Cofield Mundi là một ca sĩ và nhạc sĩ người Nam Phi sinh ra ở Johannesburg, Nam Phi. Lớn lên trong một gia đình âm nhạc, cô bắt đầu hát và biểu diễn từ khi còn nhỏ và đã viết ca khúc đầu tiên của cô ở tuổi 12. Cô của Cofield Mundi là nữ Diễn viên và nữ ca sĩ Nam Phi, Jill Kirkland, nổi tiếng với vai diễn trong bộ phim Katrina.
Cofield's đã phát hành hai album, Ceremony và The Big Question thông qua Tập đoàn âm nhạc Universal, Nam Phi. Cả hai album đều được đề cử cho giải thưởng Âm nhạc Nam Phi. Cofield bắt đầu sự nghiệp âm nhạc của cô với tư cách là ca sĩ chính cho ban nhạc của Nam Phi có tên là The Airplanes.

## Sự nghiệp
Cofield được công nhận sau khi phát hành album đầu tiên của cô, Ceremony (Fresh Music) vào năm 2003, được đề cử cho Album  Pop hay nhất tại Giải thưởng Âm nhạc Nam Phi SAMA'S 2004. Album thứ hai của cô, The Big Question (Universal Music Group) được đề cử giải Album hay nhất dành cho nghệ sĩ đương đại tại Giải thưởng Âm nhạc Nam Phi năm 2009 (SAMA).
Năm 2008, Cofield phát hành album thứ hai, The Big Question, thông qua Sony BMG nhưng sau đó chuyển sang Universal, nơi cô phát hành lại album này trong năm 2009.
Cofield xuất hiện với tư cách là một ban giám khảo khách mời và biểu diễn hai lần trên chương trình Thần tượng âm nhạc Nam Phi mùa 11.
Vào tháng 11 năm 2011, Cofield đã ký một hợp đồng tham gia phim và truyền hình với công ty giải trí có trụ sở tại Los Angeles, Winogradsky Sobel.
Cofield hiện đang cư trú tại Los Angeles, California.

## Sản phẩm âm nhạc

### Album
- Ceremony - Fresh Music 2004
- The Big Question - Universal2009

### Sáng tác
- Palace Lounge presents Cafe D'Afrique Lưu trữ ngày 23 tháng 4 năm 2010 tại Wayback Machine
- Count me out Lưu trữ ngày 4 tháng 3 năm 2016 tại Wayback Machine (2006)
- Lightly Tread Elvis Blue
- Only want to be with you Lưu trữ ngày 22 tháng 1 năm 2013 tại archive.today2010 Elvis Blue
- Where Angels fear to Fly(2012)
- Make time stand still Mark Haze